# Dikta
Dikta est un groupe islandais de rock, originaire de Garðabær. Formé en 1999, ils comptent cinq albums. Dikta a reçu deux fois le prix du « groupe le plus populaire » aux Íslensku tónlistarverðlaununum (Icelandic Music Awards), en 2010 et 2011.

## Histoire
Le guitariste Jón Bjarni Pétursson, le batteur Jón Þór Sigurðsson et le bassiste Skúli Z. Gestsson sont tous originaire de Garðáskóli, Garðabær, et ont pratiqué dans le garage de Jón Bjarn. Le groupe avait en son sein une chanteuse avec laquelle il participe au Músíktilraunir en 1999. Cette même chanteuse se sépare ensuite de Dikta. Plus tard, Skúli et Haukur se sont rencontrés dans le bus, puis le groupe s'est complètement formé. Le groupe participe de nouveau au Músíktilraunir en 2000 et atteint la finale. Le nom du groupe signifie « composer ». Le mot dikta est également connu en suédois avec une signification similaire. Ainsi, le domaine web dikta.is était réservé par des parties suédoises qui voulaient le vendre pour un demi-million de couronnes islandaises. Cependant, le groupe n'a pas accepté l'offre et a fondé le site dicta.net.
Le troisième album du groupe, Get It Together, atteint 26 fois d'affilée le top 30 de la liste des albums Smáís, et plusieurs fois à la première place de la liste. L'album s'est vendu à plus de 10 000 exemplaires, et est certifié disque de platine
Le cinquième album de Dikta, Easy Street, sort en septembre 2015 et est enregistré par l'ingénieur du son allemand Sky van Hoff. Le concert de sortie de l'album a lieu au Norðurløsasal de Harpa le 9 septembre 2015.

## Discographie

### Albums studio
- 2002 : Andartak (Mistak Records)
- 2005 : Hunting for Happiness (Smekkleysa)
- 2009 : Get It Together
- 2011 : Trust Me (Kölski)
- 2015 : Easy Street

### Singles
- 2013 : Talking
- 2014 : Nóttin var sú ágæt ein